# Carina (Osečina)
Carina (Osečina) (em cirílico: Царина) é uma vila da Sérvia localizada no município de Osečina, pertencente ao distrito de Kolubara. A sua população era de 535 habitantes segundo o censo de 2011.

## Demografia
| 1948  | 1953  | 1961  | 1971  | 1981 | 1991 | 2002 | 2011 |
| ----- | ----- | ----- | ----- | ---- | ---- | ---- | ---- |
| 1 359 | 1 349 | 1 353 | 1 079 | 935  | 778  | 654  | 535  |